# Ceanothus vanrensselaeri
Ceanothus vanrensselaeri là một loài thực vật có hoa trong họ Táo. Loài này được Roof mô tả khoa học đầu tiên năm 1967.